# Отачи
Отачи (некадашњи назив Атаки) је град у Окничком рејону, у Молдавији. Отачи се налази на самој обали реке Дњестар, а мостом је повезан са градом Могиљив-Подиљски у Украјини.

## Историја
Данашње насеље први пут се јавља у 15. веку као део Бесарабије. Након Руско-турског рата улази у састав Руске Империје, иако је област припадала Молдавији, у то време вазалној држави Османског царства. До краја 1890. године постаје веома сиромашна јеврејска варошица. При завршетку Првог светског рата, априла 1918, град постаје део Румуније. Као резултат споразума између Немачке и Совјетског Савеза, Црвена армија улази у Бесарабију и припаја је Совјетском Савезу. Молдавија стиче независност 1991. године, а три године касније Отачи добија статус града.